# Dickinson (série de televisão)
Dickinson é uma série de televisão de comédia e drama histórico sobre Emily Dickinson, criada por Alena Smith e produzida para a Apple TV+. Estrelada por Hailee Steinfeld como Dickinson, a primeira temporada foi lançada em 1 de novembro de 2019, quando a Apple TV+ estreou. Uma segunda temporada foi encomendada em outubro de 2019, e uma terceira temporada foi confirmada em outubro de 2020, antes do lançamento da segunda temporada. A segunda temporada foi lançada em 8 de janeiro de 2021. A terceira e última temporada está programada para estrear em 5 de novembro de 2021.

## Premissa
Dickinson se passa "durante a era de Emily Dickinson com uma sensibilidade e tom modernos. Leva os espectadores ao mundo de Emily, explorando audaciosamente as restrições da sociedade, do gênero e da família da perspectiva de uma escritora iniciante que não se encaixa em seu próprio tempo através de seu ponto de vista imaginativo. Dickinson é a história da maioridade de Emily - a luta de uma mulher para fazer sua voz ser ouvida."

## Elenco

### Principal
- Hailee Steinfeld como Emily Dickinson
- Toby Huss como Edward Dickinson
- Jane Krakowski como Emily Norcross Dickinson
- Adrian Enscoe como Austin Dickinson
- Anna Baryshnikov como Lavinia Norcross Dickinson
- Ella Hunt como Susan "Sue" Gilbert Dickinson

### Recorrente
- Darlene Hunt como Maggie
- Matt Lauria como Ben Newton
- Gus Halper como Joseph Lyman
- Gus Birney como Jane Humphrey
- Sophie Zucker como Abby Wood
- Allegra Heart como Abiah Root
- Kevin Yee como Toshiaki
- Chinaza Uche como Henry
- Samuel Farnsworth como George Gould
- Wiz Khalifa como Death
- John Mulaney como Henry David Thoreau
- Zosia Mamet como Louisa May Alcott
- Jason Mantzoukas como Bee (voz)
- Ayo Edebiri como Hattie

## Episódios
| Temporada | Temporada | Episódios | Episódios | Originalmente lançado | Originalmente lançado   |
| Temporada | Temporada | Episódios | Episódios | Estreia da temporada  | Final da temporada      |
| --------- | --------- | --------- | --------- | --------------------- | ----------------------- |
|           | 1         | 10        | 10        | 1 de novembro de 2019 | 1 de novembro de 2019   |
|           | 2         | 10        | 10        | 8 de janeiro de 2021  | 26 de fevereiro de 2021 |
|           | 3         | 10        | 10        | 5 de novembro de 2021 | 24 de dezembro de 2021l |

### 1ª temporada (2019)
| N.º na série | N.º na temp. | Título                            | Dirigido por       | Escrito por                      | Lançamento            |
| ------------ | ------------ | --------------------------------- | ------------------ | -------------------------------- | --------------------- |
| 1            | 1            | "Because I Could Not Stop"        | David Gordon Green | Alena Smith                      | 1 de novembro de 2019 |
| 2            | 2            | "I Have Never Seen 'Volcanoes'"   | David Gordon Green | Alena Smith & Rachel Axler       | 1 de novembro de 2019 |
| 3            | 3            | "Wild Nights"                     | Lynn Shelton       | Alena Smith & Ali Waller         | 1 de novembro de 2019 |
| 4            | 4            | "Alone, I Cannot Be"              | Lynn Shelton       | Alena Smith                      | 1 de novembro de 2019 |
| 5            | 5            | "I Am Afraid to Own a Body"       | Silas Howard       | Alena Smith & Ken Greller        | 1 de novembro de 2019 |
| 6            | 6            | "A Brief, but Patient Illness"    | Silas Howard       | Rachel Axler                     | 1 de novembro de 2019 |
| 7            | 7            | "We Lose - Because We Win""       | Stacie Passon      | Robbie Macdonald and Alena Smith | 1 de novembro de 2019 |
| 8            | 8            | "There's a Certain Slant of Ligh" | Stacie Passon      | Hayes Davenport                  | 1 de novembro de 2019 |
| 9            | 9            | "Faith' Is a Fine Invention"      | Patrick Norris     | Darlene Hunt                     | 1 de novembro de 2019 |
| 10           | 10           | "I Felt a Funeral, in My Brain"   | Patrick Norris     | Alena Smith & Ali Waller         | 1 de novembro de 2019 |

### 2ª temporada (2021)
| N.º na série | N.º na temp. | Título                           | Dirigido por       | Escrito por                 | Lançamento              |
| ------------ | ------------ | -------------------------------- | ------------------ | --------------------------- | ----------------------- |
| 11           | 1            | "Before I got my eye put out"    | Christopher Storer | Alena Smith                 | 8 de janeiro de 2021    |
| 12           | 2            | "Fame Is A Fickle Food"          | Christopher Storer | Rachel Axler                | 8 de janeiro de 2021    |
| 13           | 3            | "The Only Ghost I Ever Saw"      | Rosemary Rodriguez | Alena Smith & Sophie Zucker | 8 de janeiro de 2021    |
| 14           | 4            | "The Daisy follows soft the Sun" | Rosemary Rodriguez | Robbie Macdonald            | 15 de janeiro de 2021   |
| 15           | 5            | "Forbidden Fruit a Flavor Has"   | Silas Howard       | Ken Greller                 | 22 de janeiro de 2021   |
| 16           | 6            | "Split the Lark"                 | Silas Howard       | Alena Smith                 | 29 de janeiro de 2021   |
| 17           | 7            | "Forever - is composed of Nows"" | Stacie Passon      | Yael Green                  | 5 de fevereiro de 2021  |
| 18           | 8            | "I'm Nobody! Who Are You?"       | Stacie Passon      | Alena Smith & Ayo Edebiri   | 12 de fevereiro de 2021 |
| 19           | 9            | "I Like a Look of Agony"         | Silas Howard       | Robbie Macdonald            | 19 de fevereiro de 2021 |
| 20           | 10           | "You Cannot Put a Fire Out"      | Silas Howard       | Alena Smith                 | 26 de fevereiro de 2021 |

### 3ª temporada (2021)
| N.º na série | N.º na temp. | Título                             | Dirigido por   | Escrito por                        | Lançamento             |
| ------------ | ------------ | ---------------------------------- | -------------- | ---------------------------------- | ---------------------- |
| 21           | 1            | "Hope” is the thing with feathers" | Silas Howard   | Alena Smith                        | 5 de novembro de 2021  |
| 22           | 2            | "It feels a shame to be Alive -"   | Silas Howard   | Robbie MacDonald                   | 5 de novembro de 2021  |
| 23           | 3            | "The Soul has Bandaged moments"    | Rachael Holder | Sophie Zucker                      | 5 de novembro de 2021  |
| 24           | 4            | "This is my letter to the World"   | Rachael Holder | Ken Greller & R. Eric Thomas       | 12 de novembro de 2021 |
| 25           | 5            | "Sang from the Heart, Sire"        | Keith Powell   | Alena Smith & Francis Weiss Rabkin | 19 de novembro de 2021 |
| 26           | 6            | "A little Madness in the Spring"   | ASA            | ASA                                | 25 de novembro de 2021 |

## Produção

### Desenvolvimento
Em 30 de maio de 2018, foi anunciado que a Apple havia dado a produção um pedido direto para a série. A série foi escrita por Alena Smith, que também será produtora executiva ao lado de Paul Lee, David Gordon Green, Michael Sugar, Ashley Zalta, Alex Goldstone e Darlene Hunt.  Green também deve dirigir.  As produtoras envolvidas na série incluem wiip e Anonymous Content. Em outubro de 2019, o The Hollywood Reporter anunciou que Dickinson foi renovada para uma segunda temporada. Em outubro de 2020, a série foi renovada para uma terceira temporada, antes da estréia da segunda temporada. Em setembro de 2021, foi anunciado que a terceira e última temporada estrearia em 5 de novembro de 2021.

### Seleção de elenco
Junto com o anúncio inicial da série, foi confirmado que Hailee Steinfeld iria estrelar como Emily Dickinson. Em 29 de agosto de 2018, foi anunciado que Jane Krakowski havia sido escalada para um papel principal. Em 26 de setembro de 2018, foi anunciado que Toby Huss, Anna Baryshnikov, Ella Hunt e Adrian Enscoe foram escalados como regulares na série. Em 29 de janeiro de 2019, foi relatado que Matt Lauria se juntou ao elenco em um papel recorrente. Em setembro de 2019, foi anunciado que Wiz Khalifa e John Mulaney haviam se juntado ao elenco da série. Em dezembro de 2019, foi anunciado que Finn Jones e Pico Alexander haviam sido escalados para a série. Jones interpreta Samuel Bowles, um editor de jornal, enquanto Alexander interpreta Henry “Ship” Shipley, um abandono e pensionista do Dickinson.

### Filmagens
As filmagens começaram em 7 de janeiro de 2019, em Old Bethpage, Nova York. Em março de 2019, foi relatado pelo The New York Times que as filmagens haviam sido concluídas. Em novembro de 2019, Steinfeld confirmou que as filmagens para a segunda temporada estavam acontecendo há vários meses.

## Recepção

### Crítica
O site agregador de resenhas Rotten Tomatoes relatou uma taxa de aprovação de 74% com uma classificação média de 6,45/10, com base em 62 críticos para a primeira temporada da série. O consenso crítico do site diz: "Audacioso e aspiracional, a mistura ousada de drama de época e milieu milenar de Dickinson definitivamente não será para todos, mas aqueles que procuram se libertar da estagnação de sua vida de espectadores podem encontrar algum tipo de esperança em seu  visão singular." Metacritic, que usa uma média ponderada, atribuiu uma pontuação de 66 em 100 com base em 29 críticos, indicando "críticas geralmente favoráveis".
A segunda temporada foi aclamada universalmente. Ela possui um índice de aprovação de 100% no Rotten Tomatoes com base em 15 avaliações e classificação média de 7.85/10. O consenso crítico do site diz: "Com uma escrita mais forte e uma Hailee Steinfeld nunca melhor, Dickinson encontra um equilíbrio mais seguro em sua segunda temporada sem perder nenhum de seus estranhos prazeres." No Metacritic, a segunda temporada tem uma pontuação de 81 em 100 com base em 8 críticos, indicando "aclamação universal".

### Prêmios
O show foi indicado no 31º Anual GLAAD Media Awards de Melhor Série de Comédia. O programa ganhou um Prêmio Peabody na categoria Entretenimento, tornando-se o primeiro programa da Apple TV+ a ganhar a prestigiosa homenagem.